# Rob Birza
Rob Birza es un escultor, pintor, autor de instalaciones y performances neerlandés, nacido el 5 de mayo de 1962 en la localidad de Geldrop (nl).

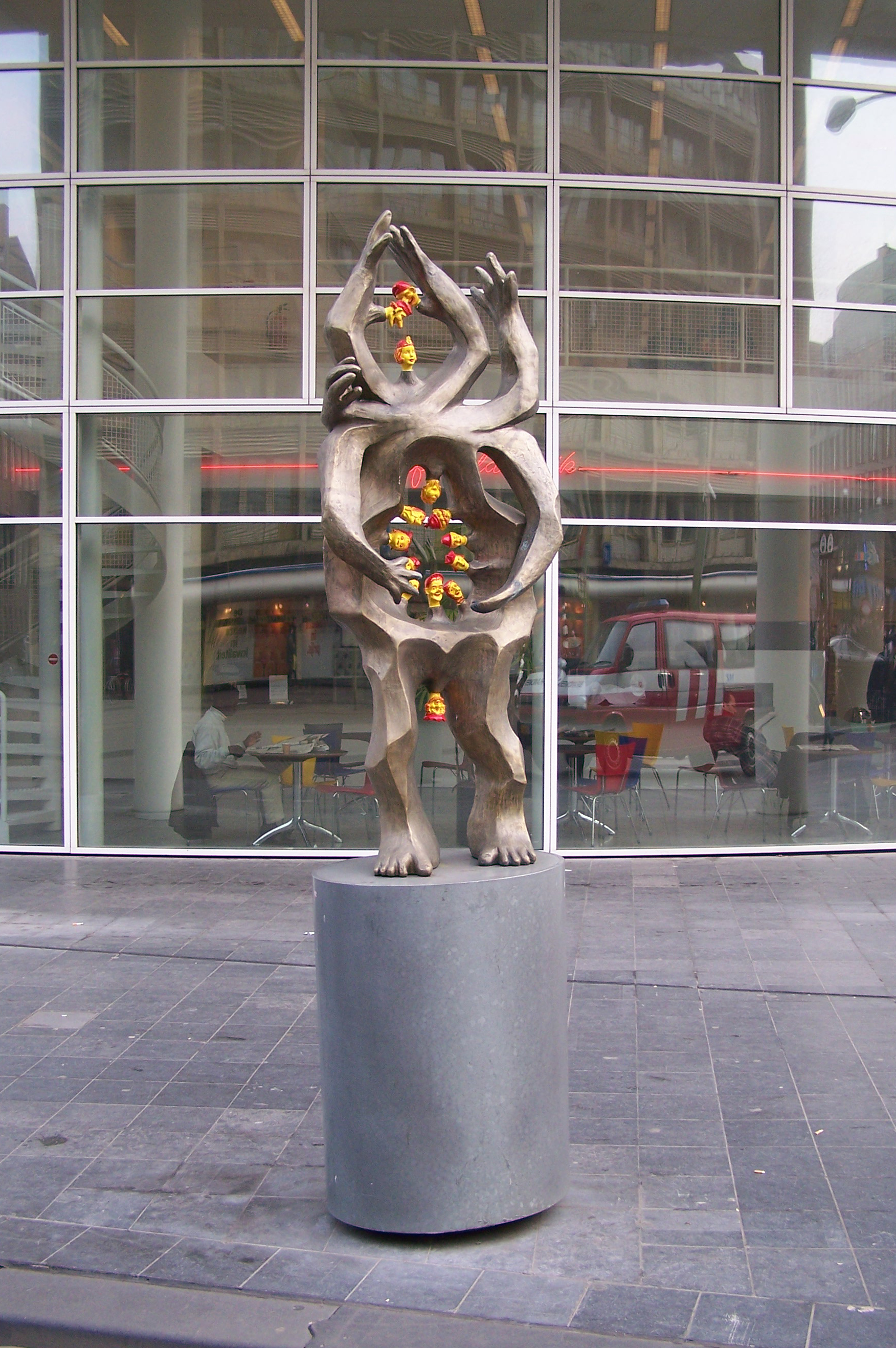
Tantratrijn - 2007

## Datos biográficos
Rob Birza inició su formación artística en la Academia de Arte y Diseño Sint Joost de Breda, donde fue alumno de 1980 hasta 1985 y en el Ateliers '63 de Haarlem, de 1986 a 1987. Está considerado como uno de los artistas más notables del panorama artístico contemporáneo holandés. Su obra tiene un carácter abierto y no tiene un denominador común a describir. Su producción fue inicial y principalmente de pinturas al temple, pero luego también creó en su trabajo, objetos espaciales como elementos visuales.
Ha expuesto en galerías y museos, incluyendo el Museo Stedelijk de Ámsterdam , el Museo Municipal de La Haya y el museo De Pont en Tilburg. Su trabajo se ve regularmente en la galería Fons Welters en Ámsterdam.
Rob Birza es el autor de la escultura Tantratrijn  - que forma parte del proyecto Sokkelplan de La Haya, obra instalada en 2007.
Birza vive y trabaja en Ámsterdam.

## Premios
- 1988: Fondo para el Fomento de las Artes de Ámsterdam
- 1988: La Beca danesa Turistråd
- 1989: Segundo Premio de Roma en Pintura
- 1999: Premio Willem Sandberg a la mejor exposición estival

## Obras (selección)
| Título      | Año  | Localización                                                                                                 | Imagen                 |
| ----------- | ---- | --- | ---------------------- |
| Tantratrijn | 2007 | La Haya Grote Marktstraat dentro del proyecto Sokkelplan). 52°4′39.73″N 4°18′56.83″E / 52.0777028, 4.3157861 | - Pulsar para ampliar. |
| Lunetten    |      | Utrecht barrio de Lunetten                                                                                   |                        |